# يوسف أسامة نبيه
يوسف أسامة نبيه (مواليد 7 سبتمبر 2000) هو لاعب كرة قدم مصري، ويلعب حالياً لنادي الزمالك المصري.

## مسيرته الكروية

### الزمالك

#### موسم 2022-23
في 7 ديسمبر 2022، سجل يوسف أسامة نبيه، الهدف الرابع لفريقه في شباك طلائع الجيش بالوقت بدل الضائع ممن عمر المباراة التي جمعتهما على ملعب الكلية الحربية، ضمن منافسات الجولة السادسة لمسابقة الدوري الممتاز.
في 16 ديسمبر 2022، سجل يوسف أسامة نبيه هدفا قاتلا لفريقه في شباك البنك الأهلى، بعدما سدد رأسية في الشباك بالدقيقة 96 من عمر المباراة التى جمعتهما باستاد القاهرة، ضمن مباريات الجولة السابعة من عمر مسابقة الدوري المصرى الممتاز.
في 29 ديسمبر 2022، سجل يوسف أسامة نبيه، الهدف الأول في شباك الإسماعيلي في الدقيقة 8 من عمر الشوط الأول، في المباراة التي اقيمت ضمن لقاءات الجولة العاشرة من عمر مسابقة الدوري المصري الممتاز.